# 晝間敏男
晝間 敏男（ひるま としお、1938年11月29日 - ）は、日本の経営者。電気化学工業社長、会長を務めた。

## 経歴
埼玉県出身。1961年に早稲田大学第一商学部を卒業し、同年に電気化学工業に入社。1994年6月に取締役に就任し、1997年1月に常務を経て、2000年6月に社長に就任。2006年6月に会長に就任し、2008年4月から取締相談役を務めた。